# Aberto de Florianópolis 2008
L'Aberto de Florianópolis 2008, noto anche come Cyclus Open de Tenis per motivi di sponsorizzazione, è stato un torneo di tennis facente parte della categoria ATP Challenger Series nell'ambito dell'ATP Challenger Series 2008. Il torneo si è giocato a Florianópolis in Brasile dal 6 al 12 ottobre 2008 su campi in terra rossa e aveva un montepremi di $35 000+H.

## Vincitori

### Singolare
Nicolás Massú ha battuto in finale  Olivier Patience con il punteggio di 6(4)–7, 6–2, 6–1

### Doppio
Rogério Dutra da Silva /  Júlio Silva hanno battuto in finale  Ricardo Hocevar /  Andre Miele 3–6, 6–4, [10–4]